# Деганья
Деганья (ісп. Degaña) — муніципалітет в Іспанії, у складі автономної спільноти Астурія. Населення — 1233 осіб (2009).
Муніципалітет розташований на відстані близько 370 км на північний захід від Мадрида, 75 км на південний захід від Ов'єдо.
Муніципалітет складається з таких паррокій: Серредо, Деганья, Табладо.

## Демографія
Динаміка населення (INE ):

## Галерея зображень

Розташування муніципалітету
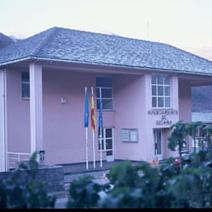
Муніципальна рада